# ۲۲۲ (قمری)
۲۲۲ (قمری)، دویست و بیست و دومین سال در گاهشماری هجری قمری است. اول محرم این سال برابر با هجدهم دسامبر سال ۸۳۶ میلادی است.